# Сиља (Валча)
Сиља (рум. Silea) насеље је у Румунији у округу Валча у општини Орлешти. Oпштина се налази на надморској висини од 183 m.

## Становништво
Према подацима из 2002. године у насељу је живело 403 становника, од којих су сви румунске националности.